# Депутаты областных маслихатов Казахстана V созыва

## Алматинская область
1. Келемсеит Ермек Абильмажинович
2. Касымбекова Толеухан Касымбековна
3. Нусипов Канатхан
4. Кожабеков Канат
5. Кыстаубаев Абдижаппар Огизбаевич
6. Балакойшиев Болат Рысбаевич
7. Ашимов Бахберген
8. Джарыкбасов Едиге Солтанбаевич
9. Ахметжанов Хайрулла Касымович
10. Желеуов Жакып Нурдаулетович
11. Жунисбаев Жаркын Жазылбаевич
12. Базарбаев Муратбек Есимкулович
13. Бельгибаев Еркен Аубакирович
14. Молдахалыкова Догдыргуль Омиркуловна
15. Маткава Валерьян Алексеевич
16. Акынбеков Амзе
17. Донбаев Серик Далибаевич
18. Умбетов Мухит Абикеевич
19. Егинбаев Жанайдар Жылкайдарович
20. Айтжанов Аян Айтжанович
21. Бирбаев Бекболат Ибраимович
22. Калинин Сергей Алексеевич
23. Сулейменов Аскар Фазылович
24. Умбетова Найля Бейсенбаевна
25. Кошанбеков Ергазы
26. Мейрембаев Жексембай Аргингазинович
27. Сапожников Валерий Иванович
28. Донсебаев Калмухамет Жагипарович
29. Артемов Борис Борисович
30. Тельпекбаева Жанна Тлеубековна
31. Касанов Усеин Исмаханович
32. Оспанов Турсын Молдагалымович
33. Атайбеков Бакыт Ынтыкбаевич
34. Жапаркул Таскын Тургангазиевич
35. Аубакиров Мурат Амангелдиевич
36. Сарпеков Толеу Кумарбекович
37. Кулахметова Жамал Агабдолдановна
38. Хильниченко Виктор Петрович
39. Касымов Сайдахмет
40. Темиралиев Кырыкбай Сарсебекович
41. Конурбаев Газизхан Нургыйсаевич
42. Кикимов Сакен Манасович
43. Миразов Ергали Тореевич
44. Бектурсынов Ызгарбек

## Карагандинская область
1. Исхаков Бахтияр Серикбаевич
2. Зорин Борис Викторович
3. Алимбаева Адия Базиловна
4. Баширова Татьяна Павловна
5. Буранкулова Сания Нуртасовна
6. Рахимбергенов Нурлан Балтабаевич
7. Абдиров Кадырбек Сагашевич
8. Алимжанов Бiржан Нуржанович
9. Ан Сергей Валентинович
10. Ашимов Толеген Мукатаевич
11. Бадина Юлия Викторовна
12. Балкишев Серик Турганбекович
13. ДОСЖАНОВ БЕЙБИТ САБЫРОВИЧ
14. ЖУМАБЕКОВ АЙБЕК ТЕМИРБАЕВИЧ
15. Ивченко Геннадий Иванович
16. КРАВЧЕНКО ТАТЬЯНА ИВАНОВНА
17. МАЛЬЧУШКИНА НАТАЛЬЯ ЮРЬЕВНА
18. Мухтаров Жандил Ахуанович
19. Сыздыкова Сайран Бигалиевна
20. Зейнулкабден Табигат Кабденулы
21. Кенжин Болат Маулетович
22. Осин Шамиль Абзалетдинович
23. Кентбек Салават Қамшыбайұлы
24. Айтмагамбетова Лязат Баймурзаевна
25. Шульц Андрей Валерьевич
26. Балкишев Серик Турганбекович
27. Мазитов Вячеслав Нилович
28. Толукпаев Бакытбек Жакпарович
29. Крючков Владимир Алексеевич
30. Галяс Марина Ивановна

Депутаты сложившие полномочия в 5-м созыве
1. Идрисов Сабыргали Мухаметкалиевич
2. СЕРГЕЕВ АЛЕКСАНДР ВАСИЛЬЕВИЧ
3. МАНЕНОВ Сапаргали Жумабекович
4. ЛЕПЕКОРШЕВ Андрей Леонидович
5. Ляпунов Андрей Васильевич
6. Тихонов Георгий Юрьевич[1]

## Восточно-Казахстанская область
1. Адианов Борис  Тимофеевич
2. Амирбеков  Шарипбек Агабаевич
3. Амурзаков Каипкан  Медеуович
4. Анчугин Александр Михайлович
5. Байбеков Нурлан Маулимгазинович
6. Байуаков Омарбек  Казангапович
7. Балушкин Анатолий Михайлович
8. Битенов Тасболат Кажмуханбетович
9. Гречухин Александр Васильевич
10. Джанкушукова Рыскан Джагипаровна
11. Дускужанов Асемкан Серканович
12. Дюсекеев Рысбек Медельханович
13. Екимбаев Тулюген Калижарович
14. Ескендиров Мейир Гарипполаевич (досрочное прекращение депутатских полномочий, решение № 12/136-V от 03.04.2012г.)
15. Жакиянова Нагима Сапаркановна
16. Женисов Бейбут Женисович
17. Жумаханов Жаик Амангельдинович
18. Завьялов Валерий Александрович
19. Зайтенов Ерлан Амирбекович
20. Ибраев Габбас Тукешевич
21. Кошелев Владимир Леонидович
22. Курманбай Марат Серикжанулы
23. Кутовой Виктор Александрович
24. Куттыбаев Ержан Карбаевич
25. Мамраев Бейбут Баймагамбетович  (досрочное прекращение депутатских полномочий, решение № 3/31-V от 03.04.2012г.)
26. Мусажанов Бакытгерей Кунслямович
27. Набиев Кайрат Касымович
28. Нурасыл Болатбек Икепулы
29. Нурбаев Ержан Ахтанович
30. Омаров Нурлан Сраилевич
31. Оразбаев Дилдабек Тажибаевич (досрочное прекращение депутатских полномочий, решение № 12/152-V от 03.07.2013г.)
32. Пинчук Григорий Васильевич
33. Рахимова Рая  Жангалиевна
34. Рахыпбеков  Толебай  Косиябекович
35. Сахариев Кенжалы Шынжынович
36. Свиридов Юрий Николаевич
37. Скаков Ержан Оканович
38. Солдатов Сергей Федорович
39. Сыдыков Нурлан Батташович (досрочное прекращение депутатских полномочий, решение № 12/152-V от 03.07.2013г.)
40. Темирбеков Нурлан Муханович
41. Тумабаев Мухит Турысханович
42. Тумашинов Лукбек Шабданович
43. Тусупова  Нуржан  Курмантаевна
44. Уразов Аскар Коптлеувич
45. Цораев Алексей Асланбекович
46. Цыбенко Людмила Петровна
47. Чернышов Олег Владимирович
48. Шахтаев Мукан Бекишевич  (досрочное прекращение депутатских полномочий, решение № 18/209-V от 22.02.2014г.)[2]

## Павлодарская область
1. Абдыкалыков  Идият Бекбулатович
2. Абишева   Гульжан Исимбаевна
3. Берковский Владимир Александрович
4. Бейсембинов Амангельды Талапкерович
5. Белогривый  Леонид Анатольевич
6. Бойчин   Анатолий Васильевич
7. Гайнулин  Раис Харисович
8. Дюсембаев  Бакытриза Куликбаевич
9. Досжанова Гульнар Хайлановна
10. Данбай  Шухрат Абдурашитович
11. Есенжулов  Арман Бекетович
12. Жангазаков  Муратказы Аблаевич
13. Кубенов Манап Шарапиденович
14. Капенов Кабылкак Кабдыл-Манапович
15. Камзин   Жумабек Жукенович
16. Кисанов  Куаныш Мухаметкалымович
17. Касицин Александр Анатольевич
18. Лукпанов Женисбек Кожасович
19. Нурханова Гульмира Габдулхамитовна
20. Оспанова  Айман Каиркеновна
21. Поляков Александр Владимирович
22. Рахмангулов Еркен Жунусович
23. Рустамбаев Абдуазим Абдуганиевич
24. Свинцицкий   Виталий Зифридович
25. Сагындыков Мурат Арыстанович
26. Сулейменов  Серик Толеугазинович
27. Сыздыков  Серым Вахапович
28. Свамбаев Рыскан Тишпекович
29. Турлыбаев  Жанат Кажатович
30. Терентьев  Александр Алексеевич
31. Хаиргельдин Зада Аскарович
32. Шаяхметов Мурат Бязтаевич[3]